# Lista odcinków serialu Ostry dyżur
Lista odcinków serialu Ostry dyżur. Znajduje się tu również data pierwszej emisji (w amerykańskiej stacji NBC).

## Sezon 1 (1994–1995)
| Lp. | Tytuł oryginalny            | Tytuł polski                        | Data premiery        | Scenarzysta                                                       | Reżyser               | Numer w serii |
| --- | --------------------------- | ----------------------------------- | -------------------- | ----------------------------------------------------------------- | --------------------- | ------------- |
| 001 002 | 24 Hours                    | 24 godziny                          | 19 września 1994     | Michael Crichton                                                  | Rod Holcomb           | #1,01 #1,02   |
| 001 Nieopodal szpitala klinicznego w Chicago zawalił się budynek. Personel medyczny rusza na ratunek. Doktor Susan Lewis (Sherry Strinfield) opiekuje się pacjentem chorym na raka. Do szpitala trafia chłopiec, którego matka podejrzewana jest o znęcanie się nad synem. Trudną rozmowę z kobietą przeprowadza doktor Douglas Ross (George Clooney). Stażysta John Carter (Noah Wyle) samodzielnie wykonuje kilka zabiegów, które do tej pory znał tylko z teorii. 002 Doktor Mark Greene (Anthony Edwards) zastanawia się nad przyjęciem posady w prywatnym szpitalu. Żona nalega, by się zgodził, Markowi trudno jest jednak zostawić klinikę i przyjaciół. Była dziewczyna Rossa, pielęgniarka Carol Hathaway (Julianna Margulies), spotyka się ze sportowcem, który również jest lekarzem. Pewnego dnia zostaje przywieziona na ostry dyżur z powodu przedawkowania środków nasennych. Nikt nie wie, dlaczego chciała popełnić samobójstwo. |                             |                                     |                      |                                                                   |                       |               |
| 003 | Day One                     | Dzień pierwszy                      | 22 września 1994     | John Wells                                                        | Mimi Leder            | #1,03         |
| Doktorowi Carterowi wpada w oko młoda, bardzo atrakcyjna pacjentka. Doktor Ross odwiedza Carol Hathaway osiem tygodni po tym, jak kobieta próbowała popełnić samobójstwo. |                             |                                     |                      |                                                                   |                       |               |
| 004 | Going Home                  | Powrót do domu                      | 29 września 1994     | Lydia Woodward                                                    | Mark Tinker           | #1,04         |
| Pielęgniarka Carol wraca po przerwie do pracy w szpitalu. Prywatny lekarz podważa opinię doktor Lewis w sprawie prowadzenia terapii jednego z jej pacjentów. Tymczasem po korytarzach chicagowskiej kliniki spaceruje i śpiewa tajemnicza kobieta. |                             |                                     |                      |                                                                   |                       |               |
| 005 | Hit and Run                 | Wypadki                             | 6 października 1994  | Paul Manning                                                      | Mimi Leder            | #1,05         |
| Doktor Ross nadal coś czuje do Carol Hathaway. Jednak ta właśnie wprowadziła się do doktora Johna Taglieriego. Carter ma przekazać rodzicom wiadomość o śmierci syna. Niestety myli osoby. |                             |                                     |                      |                                                                   |                       |               |
| 006 | Into That Good Night        | Bardzo długa noc                    | 13 października 1994 | Robert Nathan                                                     | Charles Haid          | #1,06         |
| Żona doktora Marka Greene’a dostaje propozycję pracy w Milwaukee. Pewien biznesmen przyjęty na oddział dowiaduje się, że jest nieuleczalnie chory. Domyśla się, że nie doczeka przeszczepu serca, dlatego chce przygotować rodzinę na swoją ewentualną śmierć. Carter obawia się, że pacjentka Liz zaraziła go chorobą przenoszoną drogą płciową. Douglas Ross pomaga nastolatce cierpiącej na astmę. Jej matki nie stać na leczenie. |                             |                                     |                      |                                                                   |                       |               |
| 007 | Chicago Heat                | Gorączka w Chicago                  | 20 października 1994 | Neal Baer(historia) John Wells(dialogi)                           | Elodie Keene          | #1,07         |
| Szpital County General musi teraz przyjmować więcej pacjentów, ponieważ w dwóch innych klinikach w Chicago zamknięto oddziały intensywnej terapii. Doktor Ross i doktor Greene ratują pięcioletnią dziewczynkę, która przedawkowała kokainę. Chloe, siostra Susan Lewis, ma problemy psychiczne. |                             |                                     |                      |                                                                   |                       |               |
| 008 | Another Perfect Day         | Kolejny wspaniały dzień             | 3 listopada 1994     | Lance Gentile(historia) Lydia Woodward(dialogi)                   | Vern Gillum           | #1,08         |
| -brak opisu- |                             |                                     |                      |                                                                   |                       |               |
| 009 | 9½ Hours                    | 9 i pół godziny                     | 10 listopada 1994    | Robert Nathan                                                     | James Hayman          | #1,09         |
| -brak opisu- |                             |                                     |                      |                                                                   |                       |               |
| 010 | ER Confidential             | Czas wyznań                         | 17 listopada 1994    | Paul Manning                                                      | Daniel Sackheim       | #1,10         |
| -brak opisu- |                             |                                     |                      |                                                                   |                       |               |
| 011 | Blizzard                    | Śnieżyca                            | 8 grudnia 1994       | Neal Baer(historia) Paul Manning(historia) Lance Gentile(dialogi) | Mimi Leder            | #1,11         |
| -brak opisu- |                             |                                     |                      |                                                                   |                       |               |
| 012 | The Gift                    | Dar                                 | 15 grudnia 1994      | Neal Baer                                                         | Félix Enríquez Alcalá | #1,12         |
| -brak opisu- |                             |                                     |                      |                                                                   |                       |               |
| 013 | Happy New Year              | Szczęśliwego Nowego Roku            | 5 stycznia 1995      | Lydia Woodward                                                    | Charles Haid          | #1,13         |
| -brak opisu- |                             |                                     |                      |                                                                   |                       |               |
| 014 | Luck of the Draw            | Szczęśliwy traf                     | 12 stycznia 1995     | Paul Manning                                                      | Rod Holcomb           | #1,14         |
| -brak opisu- |                             |                                     |                      |                                                                   |                       |               |
| 015 | Long Day’s Journey          | Bardzo długi dzień                  | 19 stycznia 1995     | Robert Nathan                                                     | Anita Addison         | #1,15         |
| -brak opisu- |                             |                                     |                      |                                                                   |                       |               |
| 016 | Feb 5, '95                  | 5 lutego 1995 roku                  | 2 lutego 1995        | John Wells                                                        | James Hayman          | #1,16         |
| -brak opisu- |                             |                                     |                      |                                                                   |                       |               |
| 017 | Make of Two Hearts          | Dwa serca                           | 9 lutego 1995        | Lydia Woodward                                                    | Mimi Leder            | #1,17         |
| -brak opisu- |                             |                                     |                      |                                                                   |                       |               |
| 018 | The Birthday Party          | Przyjęcie urodzinowe                | 16 lutego 1995       | John Wells                                                        | Elodie Keene          | #1,18         |
| -brak opisu- |                             |                                     |                      |                                                                   |                       |               |
| 019 | Sleepless in Chicago        | Bezsenność w Chicago                | 23 lutego 1995       | Paul Manning                                                      | Christopher Chulack   | #1,19         |
| -brak opisu- |                             |                                     |                      |                                                                   |                       |               |
| 020 | Love’s Labor Lost           | Stracone zachody miłości            | 9 marca 1995         | Lance Gentile                                                     | Mimi Leder            | #1,20         |
| -brak opisu- |                             |                                     |                      |                                                                   |                       |               |
| 021 | Full Moon, Saturday Night   | Pełnia sobotniej nocy               | 30 marca 1995        | Neal Baer                                                         | Donna Deitch          | #1,21         |
| -brak opisu- |                             |                                     |                      |                                                                   |                       |               |
| 022 | House of Cards              | Domek z kart                        | 6 kwietnia 1995      | Tracey Stern                                                      | Fred Gerber           | #1,22         |
| -brak opisu- |                             |                                     |                      |                                                                   |                       |               |
| 023 | Men Plan, God Laughs        | Człowiek strzela, Pan Bóg kule nosi | 27 kwietnia 1995     | Robert Nathan                                                     | Christopher Chulack   | #1,23         |
| -brak opisu- |                             |                                     |                      |                                                                   |                       |               |
| 024 | Love Among the Ruins        | Miłość wśród ruin                   | 4 maja 1995          | Paul Manning                                                      | Fred Gerber           | #1,24         |
| -brak opisu- |                             |                                     |                      |                                                                   |                       |               |
| 025 | Motherhood                  | Macierzyństwo                       | 11 maja 1995         | Lydia Woodward                                                    | Quentin Tarantino     | #1,25         |
| -brak opisu- |                             |                                     |                      |                                                                   |                       |               |
| 026 | Everything Old Is New Again | Wszystko zaczyna się od nowa        | 18 maja 1995         | John Wells                                                        | Mimi Leder            | #1,26         |
| -brak opisu- |                             |                                     |                      |                                                                   |                       |               |

## Sezon 2 (1995–1996)
| Lp.          | Tytuł oryginalny            | Tytuł polski                   | Data premiery        | Scenarzysta                                                              | Reżyser               | Numer w serii |
| ------------ | --------------------------- | ------------------------------ | -------------------- | ------------------------------------------------------------------------ | --------------------- | ------------- |
| 027          | Welcome Back, Carter!       | Witaj z powrotem, Carter!      | 21 września 1995     | John Wells                                                               | Mimi Leder            | #2,01         |
| -brak opisu- |                             |                                |                      |                                                                          |                       |               |
| 028          | Summer Run                  | Uroki lata                     | 28 września 1995     | Lydia Woodward                                                           | Eric Laneuville       | #2,02         |
| -brak opisu- |                             |                                |                      |                                                                          |                       |               |
| 029          | Do One, Teach One, Kill One | Nauczanie, uśmiercanie         | 5 października 1995  | Paul Manning                                                             | Félix Enríquez Alcalá | #2,03         |
| -brak opisu- |                             |                                |                      |                                                                          |                       |               |
| 030          | What Life?                  | Jakie życie?                   | 12 października 1995 | Carol Flint                                                              | Dean Parisot          | #2,04         |
| -brak opisu- |                             |                                |                      |                                                                          |                       |               |
| 031          | And Baby Makes Two          | Z dzieckiem dwójka             | 19 października 1995 | Anne Kenney                                                              | Lesli Linka Glatter   | #2,05         |
| -brak opisu- |                             |                                |                      |                                                                          |                       |               |
| 032          | Days Like This              | Są takie dni                   | 2 listopada 1995     | Lydia Woodward                                                           | Mimi Leder            | #2,06         |
| -brak opisu- |                             |                                |                      |                                                                          |                       |               |
| 033          | Hell and High Water         | Wezbrane wody                  | 9 listopada 1995     | Neal Baer                                                                | Christopher Chulack   | #2,07         |
| -brak opisu- |                             |                                |                      |                                                                          |                       |               |
| 034          | The Secret Sharer           | Tajemnica lekarska             | 16 listopada 1995    | Paul Manning                                                             | Thomas Schlamme       | #2,08         |
| -brak opisu- |                             |                                |                      |                                                                          |                       |               |
| 035          | Home                        | Dom                            | 7 grudnia 1995       | Tracey Stern                                                             | Donna Deitch          | #2,09         |
| -brak opisu- |                             |                                |                      |                                                                          |                       |               |
| 036          | A Miracle Happens Here      | Cud wielki był tam             | 14 grudnia 1995      | Carol Flint                                                              | Mimi Leder            | #2,10         |
| -brak opisu- |                             |                                |                      |                                                                          |                       |               |
| 037          | Dead of Winter              | Chłodny powiew zimy            | 4 stycznia 1996      | John Wells                                                               | Whitney Ransick       | #2,11         |
| -brak opisu- |                             |                                |                      |                                                                          |                       |               |
| 038          | True Lies                   | Prawdziwe kłamstwa             | 25 stycznia 1996     | Lance Gentile                                                            | Lesli Linka Glatter   | #2,12         |
| -brak opisu- |                             |                                |                      |                                                                          |                       |               |
| 039          | It’s Not Easy Being Greene  | Nie łatwo być Greenem          | 1 lutego 1996        | Paul Manning                                                             | Christopher Chulack   | #2,13         |
| -brak opisu- |                             |                                |                      |                                                                          |                       |               |
| 040          | The Right Thing             | Tak jak trzeba                 | 8 lutego 1996        | Lydia Woodward                                                           | Richard Thorpe        | #2,14         |
| -brak opisu- |                             |                                |                      |                                                                          |                       |               |
| 041          | Baby Shower                 | Słodki, różowy deszcz          | 15 lutego 1996       | Belinda Casas Wells(historia) Carol Flint(historia) Carol Flint(dialogi) | Barnet Kellman        | #2,15         |
| -brak opisu- |                             |                                |                      |                                                                          |                       |               |
| 042          | The Healers                 | Ratownicy                      | 22 lutego 1996       | John Wells                                                               | Mimi Leder            | #2,16         |
| -brak opisu- |                             |                                |                      |                                                                          |                       |               |
| 043          | The Match Game              | Gra o staż                     | 28 marca 1996        | Neal Baer                                                                | Thomas Schlamme       | #2,17         |
| -brak opisu- |                             |                                |                      |                                                                          |                       |               |
| 044          | A Shift in the Night        | Nocna zmiana                   | 4 kwietnia 1996      | Joe Sachs                                                                | Lance Gentile         | #2,18         |
| -brak opisu- |                             |                                |                      |                                                                          |                       |               |
| 045          | Fire in the Belly           | Na ostrzu noża                 | 25 kwietnia 1996     | Paul Manning                                                             | Félix Enríquez Alcalá | #2,19         |
| -brak opisu- |                             |                                |                      |                                                                          |                       |               |
| 046          | Fevers of Unknown Origin    | Gorączka o nieznanej etiologii | 2 maja 1996          | Carol Flint                                                              | Richard Thorpe        | #2,20         |
| -brak opisu- |                             |                                |                      |                                                                          |                       |               |
| 047          | Take These Broken Wings     | Złamane skrzydła               | 9 maja 1996          | Lydia Woodward                                                           | Anthony Edwards       | #2,21         |
| -brak opisu- |                             |                                |                      |                                                                          |                       |               |
| 048          | John Carter, M.D.           | John Carter, lekarz medycyny   | 16 maja 1996         | John Wells                                                               | Christopher Chulack   | #2,22         |
| -brak opisu- |                             |                                |                      |                                                                          |                       |               |

## Sezon 3 (1996–1997)
| Lp. | Tytuł oryginalny                           | Tytuł polski                             | Data premiery        | Scenarzysta                                                                            | Reżyser               | Numer w serii |
| --- | ------------------------------------------ | ---------------------------------------- | -------------------- | -------------------------------------------------------------------------------------- | --------------------- | ------------- |
| 049 | Dr. Carter, I Presume                      | Doktor Carter, jak mniemam               | 26 września 1996     | John Wells                                                                             | Christopher Chulack   | #3,01         |
| -brak opisu- |                                            |                                          |                      |                                                                                        |                       |               |
| 050 | Let the Games Begin                        | Rozpoczęcie igrzysk                      | 3 października 1996  | Lydia Woodward                                                                         | Tom Moore             | #3,02         |
| Zarażona wirusem HIV Jeanie Boulet zaczyna przyjmować leki. Nikomu nie przyznaje się do swojej choroby. Benton, który wie jednak o wszystkim, nie chce by Jeanie asystowała mu przy zabiegach. Okazuje się, że szpital nie zostanie zamknięty i wszyscy przyjmują tę wiadomość z ulgą. Jednak personel innej placówki, która uległa likwidacji ma dołączyć do dotychczasowej ekipy lekarzy. Kerry Weaver umawia się na kolację z głównym chirurgiem, Davidem Morgensternem. Carol Hathaway ma problemy finansowe. Bank odbiera jej samochód.                                                                               |                                            |                                          |                      |                                                                                        |                       |               |
| 051 | Don’t Ask, Don’t Tell                      | Nie pytaj, nie mów                       | 10 października 1996 | Paul Manning(historia) Jason Cahill(historia) Jason Cahill(dialogi)                    | Perry Lang            | #3,03         |
| Greene i Lewis coraz bardziej zbliżają się do siebie. Lekarka zaprasza kolegę na wycieczkę na Hawaje. Jednak w końcu Mark rezygnuje z wyjazdu i Susan jest rozgoryczona. Okazuje się, że nowy personel, który został przyjęty do szpitala, ma znacznie niższe kwalifikacje niż lekarze z dotychczasowej ekipy. Można wśród niego znaleźć również wartościowe osoby, takie jak dr Maggie Doyle. Nowy szef personelu, Anspaugh, zadręcza wszystkich swoją teorią wydajności pracy. Jeanie zachowuje się dziwnie, kiedy ma udzielić pomocy pacjentowi, poranionemu przez szkło. Weaver domyśla się, na co choruje dziewczyna. |                                            |                                          |                      |                                                                                        |                       |               |
| 052 | Last Call                                  | Ostatnie ostrzeżenie                     | 17 października 1996 | Samantha Howard Corbin(historia) Carol Flint(historia) Samantha Howard Corbin(dialogi) | Rod Holcomb           | #3,04         |
| Ross przeżył ciężką noc. Wypił za dużo alkoholu i spędził noc z nieznajomą dziewczyną. Okazuje się, że kobieta później zmarła. Greene odkrywa, że znajdowała się ona pod wpływem narkotyków. Ross ma z powodu całego tego zajścia nie lada kłopoty. Musi złożyć wyjaśnienia przed policją. Benton ma dokonać ważnego odczytu. Okazuje się, że potrzebne do tego celu slajdy spłonęły w mieszkaniu Cartera. Teraz wszyscy mają do winowajcy pretensje. Jedynie dr Keaton okazuje mu współczucie. Prosi go także o asystowanie przy zakładaniu przetoki.                                                                     |                                            |                                          |                      |                                                                                        |                       |               |
| 053 | Ghosts                                     | Duchy                                    | 31 października 1996 | Neal Baer                                                                              | Richard Thorpe        | #3,05         |
| W Halloween do szpitala trafia potężny mężczyzna w kostiumie potwora, który został postrzelony w klatkę piersiową. Okazuje się, że stażysta Gant świetnie się nim zajmuje. Doktor Weaver jest pod wielkim wrażeniem jego dokonań. Peter Benton natomiast cały czas demonstruje niechęć do chłopaka, dając mu o wiele trudniejsze zadania niż Carterowi i stawiając mu duże wymagania. Carol Hathaway zapisuje się na kurs przygotowawczy dla przyszłych studentów medycyny. Zarażonej wirusem HIV Jeanie Boulet coraz trudniej jest finansować kurację swoją i męża. Bierze kolejne pożyczki.                              |                                            |                                          |                      |                                                                                        |                       |               |
| 054 | Fear of Flying                             | Strach przed lataniem                    | 7 listopada 1996     | Lance Gentile                                                                          | Christopher Chulack   | #3,06         |
| Czteroosobowa rodzina ulega poważnemu wypadkowi. Lewis pokonuje swój lęk wysokości i razem z Greene’em leci helikopterem na miejsce zdarzenia. Siostra Rhonda Sterling zostaje tymczasowo przeniesiona na izbę przyjęć. Pielęgniarka nie ma jednak zbyt dużego doświadczenia. Już niebawem Hathaway nakazuje jej trzymać się z dala od pacjentów. Benton operuje małą dziewczynkę. Niestety, popełnia poważny błąd. Stan dziecka jest krytyczny. Benton upiera się jednak, że postępował zgodnie z zasadami sztuki lekarskiej.                                                                                             |                                            |                                          |                      |                                                                                        |                       |               |
| 055 | No Brain, No Gain                          | Mózg to podstawa                         | 14 listopada 1996    | Paul Manning                                                                           | David Nutter          | #3,07         |
| Stan małej pacjentki Bentona poprawia się. Lekarz przez cały czas przy niej czuwa. Do szpitala trafia pan Percy, który ma problemy psychiczne. Pacjent tuż przed operacją ucieka. Odnajduje go Carter. Sterling powraca do izby przyjęć. Niestety, po raz kolejny udowadnia, że nie jest dobrą pielęgniarką. Hathaway zamierza złożyć na nią doniesienie. Greene podejrzewa, że Lewis umawia się na randki z Morgensternem. |                                            |                                          |                      |                                                                                        |                       |               |
| 056 | Union Station                              | Union Station                            | 21 listopada 1996    | Carol Flint                                                                            | Tom Moore             | #3,08         |
| Lewis przygotowuje się do przeprowadzki. Kobieta będzie mieszkała w Arizonie. Greene do tej pory nie zdobył się na odwagę, aby wyznać jej miłość. Ross patroluje ubogie dzielnice i pomaga najbardziej cierpiącym. Siostra Wright nieoczekiwanie zrywa zaręczyny z policjantem Alfredem, który ciągle odkładał datę ich ślubu. Mąż Jeanie podpisuje dokumenty rozwodowe i zrzeka się prawa do domu. Pożegnalne przyjęcie Lewis zostaje przerwane przez przyjazd kilku karetek z ofiarami wypadku. |                                            |                                          |                      |                                                                                        |                       |               |
| 057 | Ask Me No Questions, I’ll Tell You No Lies | Nie zadawaj pytań, nie usłyszysz kłamstw | 12 grudnia 1996      | Neal Baer(historia) Lydia Woodward(historia) Barbara Hallsmall(dialogi)                | Paris Barclay         | #3,09         |
| Greene bardzo przeżywa wyjazd Lewis. Hathaway przygotowuje się do egzaminów na medycynę. Zdaje je z bardzo dobrym wynikiem. Benton stara się zrobić wrażenie na Keaton. Okazuje się, że kobieta wkrótce wyjeżdża do Pakistanu, gdzie będzie wykładać medycynę. Do szpitala trafia były mąż Jeanie. Mężczyzna jest nosicielem wirusa HIV. Greene podejrzewa, że koleżanka również może być zarażona. Łamie obowiązujące zasady i zagląda do jej akt. Tam znajduje potwierdzenie swoich przypuszczeń. |                                            |                                          |                      |                                                                                        |                       |               |
| 058 | Homeless for the Holidays                  | Bezdomne święta                          | 19 grudnia 1996      | Samantha Howard Corbin                                                                 | Davis Guggenheim      | #3,10         |
| -brak opisu- |                                            |                                          |                      |                                                                                        |                       |               |
| 059 | Night Shift                                | Nocna zmiana                             | 16 stycznia 1997     | Paul Manning                                                                           | Jonathan Kaplan       | #3,11         |
| -brak opisu- |                                            |                                          |                      |                                                                                        |                       |               |
| 060 | Post Mortem                                | Post Mortem                              | 23 stycznia 1997     | Carol Flint                                                                            | Jacque Elaine Toberen | #3,12         |
| -brak opisu- |                                            |                                          |                      |                                                                                        |                       |               |
| 061 | Fortune’s Fools                            | Igraszki fortuny                         | 30 stycznia 1997     | Jason Cahill                                                                           | Michael Katleman      | #3,13         |
| -brak opisu- |                                            |                                          |                      |                                                                                        |                       |               |
| 062 | Whose Appy Now?                            | Czyj wyrostek dziś wytniemy              | 6 lutego 1997        | Neal Baer                                                                              | Félix Enríquez Alcalá | #3,14         |
| -brak opisu- |                                            |                                          |                      |                                                                                        |                       |               |
| 063 | The Long Way Around                        | Jak zostać bohaterem                     | 13 lutego 1997       | Lydia Woodward                                                                         | Christopher Chulack   | #3,15         |
| -brak opisu- |                                            |                                          |                      |                                                                                        |                       |               |
| 064 | Faith                                      | Wiara                                    | 20 lutego 1997       | John Wells                                                                             | Jonathan Kaplan       | #3,16         |
| -brak opisu- |                                            |                                          |                      |                                                                                        |                       |               |
| 065 | Tribes                                     | Tubylcy                                  | 10 kwietnia 1997     | Lance Gentile                                                                          | Richard Thorpe        | #3,17         |
| -brak opisu- |                                            |                                          |                      |                                                                                        |                       |               |
| 066 | You Bet Your Life                          | Zakład o życie                           | 17 kwietnia 1997     | Paul Manning                                                                           | Christopher Chulack   | #3,18         |
| -brak opisu- |                                            |                                          |                      |                                                                                        |                       |               |
| 067 | Calling Dr. Hathaway                       | Prosimy doktor Hathaway                  | 24 kwietnia 1997     | Neal Baer(historia) Jason Cahill(dialogi) Samantha Howard Corbin(dialogi)              | Paris Barclay         | #3,19         |
| -brak opisu- |                                            |                                          |                      |                                                                                        |                       |               |
| 068 | Random Acts                                | Seria przypadków                         | 1 maja 1997          | Carol Flint                                                                            | Jonathan Kaplan       | #3,20         |
| -brak opisu- |                                            |                                          |                      |                                                                                        |                       |               |
| 069 | Make A Wish                                | Pomyśl życzenie                          | 8 maja 1997          | Joe Sachs(historia) Lydia Woodward(dialogi)                                            | Richard Thorpe        | #3,21         |
| -brak opisu- |                                            |                                          |                      |                                                                                        |                       |               |
| 070 | One More for the Road                      | Jeszcze jeden na drogę                   | 15 maja 1997         | John Wells                                                                             | Christopher Chulack   | #3,22         |
| -brak opisu- |                                            |                                          |                      |                                                                                        |                       |               |

## Sezon 4 (1997–1998)
| Lp.          | Tytuł oryginalny               | Tytuł polski                         | Data premiery        | Scenarzysta                              | Reżyser               | Numer w serii |
| ------------ | ------------------------------ | ------------------------------------ | -------------------- | ---------------------------------------- | --------------------- | ------------- |
| 071          | Ambush                         | Pułapka                              | 25 września 1997     | Carol Flint                              | Thomas Schlamme       | #4,01         |
| -brak opisu- |                                |                                      |                      |                                          |                       |               |
| 072          | Something New                  | Coś nowego                           | 2 października 1997  | Lydia Woodward                           | Christopher Chulack   | #4,02         |
| -brak opisu- |                                |                                      |                      |                                          |                       |               |
| 073          | Friendly Fire                  | Pod ostrzałem                        | 9 października 1997  | Walon Green                              | Félix Enríquez Alcalá | #4,03         |
| -brak opisu- |                                |                                      |                      |                                          |                       |               |
| 074          | When the Bough Breaks          | Kiedy przepełni się czara            | 16 października 1997 | Jack Orman                               | Richard Thorpe        | #4,04         |
| -brak opisu- |                                |                                      |                      |                                          |                       |               |
| 075          | Good Touch, Bad Touch          | Raz dobrze, raz źle                  | 30 października 1997 | David Mills                              | Jonathan Kaplan       | #4,05         |
| -brak opisu- |                                |                                      |                      |                                          |                       |               |
| 076          | Ground Zero                    | Punkt zerowy                         | 6 listopada 1997     | Samantha Howard Corbin                   | Darnell Martin        | #4,06         |
| -brak opisu- |                                |                                      |                      |                                          |                       |               |
| 077          | Fathers and Sons               | Ojcowie i synowie                    | 13 listopada 1997    | John Wells                               | Christopher Chulack   | #4,07         |
| -brak opisu- |                                |                                      |                      |                                          |                       |               |
| 078          | Freak Show                     | Wybryki natury                       | 20 listopada 1997    | Neal Baer                                | Darnell Martin        | #4,08         |
| -brak opisu- |                                |                                      |                      |                                          |                       |               |
| 079          | Obstruction of Justice         | Utrudnianie działań organom ścigania | 11 grudnia 1997      | Lance Gentile                            | Richard Thorpe        | #4,09         |
| -brak opisu- |                                |                                      |                      |                                          |                       |               |
| 080          | Do You See What I See?         | Czy widzisz to co ja?                | 18 grudnia 1997      | Linda Gase(historia) Jack Orman(dialogi) | Sarah Pia Anderson    | #4,10         |
| -brak opisu- |                                |                                      |                      |                                          |                       |               |
| 081          | Think Warm Thoughts            | Ciepłe myśli                         | 8 stycznia 1998      | David Mills                              | Charles Haid          | #4,11         |
| -brak opisu- |                                |                                      |                      |                                          |                       |               |
| 082          | Sharp Relief                   | Co za ulga                           | 15 stycznia 1998     | Samantha Howard Corbin                   | Christopher Chulack   | #4,12         |
| -brak opisu- |                                |                                      |                      |                                          |                       |               |
| 083          | Carter’s Choice                | Wybór Cartera                        | 29 stycznia 1998     | John Wells                               | John Wells            | #4,13         |
| -brak opisu- |                                |                                      |                      |                                          |                       |               |
| 084          | Family Practice                | Lekarz rodzinny                      | 5 lutego 1998        | Carol Flint                              | Charles Haid          | #4,14         |
| -brak opisu- |                                |                                      |                      |                                          |                       |               |
| 085          | Exodus                         | Exodus                               | 26 lutego 1998       | Walon Green Joe Sachs                    | Christopher Chulack   | #4,15         |
| -brak opisu- |                                |                                      |                      |                                          |                       |               |
| 086          | My Brother’s Keeper            | Stróż brata mego                     | 5 marca 1998         | Jack Orman                               | Jaque Toberen         | #4,16         |
| -brak opisu- |                                |                                      |                      |                                          |                       |               |
| 087          | A Bloody Mess                  | Żeby to nagła krew                   | 9 kwietnia 1998      | Linda Gase                               | Richard Thorpe        | #4,17         |
| -brak opisu- |                                |                                      |                      |                                          |                       |               |
| 088          | Gut Reaction                   | Z głębi trzewi                       | 16 kwietnia 1998     | Neal Baer                                | TR Babu Subramaniam   | #4,18         |
| -brak opisu- |                                |                                      |                      |                                          |                       |               |
| 089          | Shades of Grey                 | Odcienie szarości                    | 23 kwietnia 1998     | Samantha Howard Corbin                   | Lance Gentile         | #4,19         |
| -brak opisu- |                                |                                      |                      |                                          |                       |               |
| 090          | Of Past Regret and Future Fear | Dawne żale, nowe obawy               | 30 kwietnia 1998     | Jack Orman                               | Anthony Edwards       | #4,20         |
| -brak opisu- |                                |                                      |                      |                                          |                       |               |
| 091          | Suffer the Little Children     | Pozwólcie dzieciom przychodzić       | 7 maja 1998          | Walon Green                              | Christopher Misiano   | #4,21         |
| -brak opisu- |                                |                                      |                      |                                          |                       |               |
| 092          | A Hole in the Heart            | Dziura w sercu                       | 14 maja 1998         | Lydia Woodward                           | Lesli Linka Glatter   | #4,22         |
| -brak opisu- |                                |                                      |                      |                                          |                       |               |

## Sezon 5 (1998–1999)
| Lp.          | Tytuł oryginalny               | Tytuł polski              | Data premiery        | Scenarzysta                                                                          | Reżyser               | Numer w serii |
| ------------ | ------------------------------ | ------------------------- | -------------------- | ------------------------------------------------------------------------------------ | --------------------- | ------------- |
| 093          | Day For Knight                 | Pierwszy dzień Knight     | 24 września 1998     | Lydia Woodward                                                                       | Christopher Chulack   | #5,01         |
| -brak opisu- |                                |                           |                      |                                                                                      |                       |               |
| 094          | Split Second                   | Ułamek sekundy            | 1 października 1998  | Carol Flint                                                                          | Christopher Misiano   | #5,02         |
| -brak opisu- |                                |                           |                      |                                                                                      |                       |               |
| 095          | They Treat Horses, Don’t They? | Czyż nie leczy się koni?  | 8 października 1998  | Walon Green                                                                          | TR Babu Subramaniam   | #5,03         |
| -brak opisu- |                                |                           |                      |                                                                                      |                       |               |
| 096          | Vanishing Act                  | Sztuka znikania           | 15 października 1998 | Jack Orman                                                                           | Lesli Linka Glatter   | #5,04         |
| -brak opisu- |                                |                           |                      |                                                                                      |                       |               |
| 097          | Masquerade                     | Maskarada                 | 29 października 1998 | Joe Sachs(historia) Samantha Howard Corbin(historia) Samantha Howard Corbin(dialogi) | Steve De Jarnatt      | #5,05         |
| -brak opisu- |                                |                           |                      |                                                                                      |                       |               |
| 098          | Stuck on You                   | Skazani na siebie         | 5 listopada 1998     | Neal Baer(historia) Linda Gase(historia) Neal Baer(dialogi)                          | David Nutter          | #5,06         |
| -brak opisu- |                                |                           |                      |                                                                                      |                       |               |
| 099          | Hazed and Confused             | Pomieszanie z poplątaniem | 12 listopada 1998    | David Mills(historia) Carol Flint(historia) David Mills(dialogi)                     | Jonathan Kaplan       | #5,07         |
| -brak opisu- |                                |                           |                      |                                                                                      |                       |               |
| 100          | The Good Fight                 | Walka w słusznej sprawie  | 19 listopada 1998    | Jack Orman                                                                           | Christopher Chulack   | #5,08         |
| -brak opisu- |                                |                           |                      |                                                                                      |                       |               |
| 101          | Good Luck, Ruth Johnson        | Powodzenia, Ruth Johnson  | 10 grudnia 1998      | Lydia Woodward                                                                       | Rod Holcomb           | #5,09         |
| -brak opisu- |                                |                           |                      |                                                                                      |                       |               |
| 102          | The Miracle Worker             | Cudotwórca                | 17 grudnia 1998      | Paul Manning                                                                         | Lesli Linka Glatter   | #5,10         |
| -brak opisu- |                                |                           |                      |                                                                                      |                       |               |
| 103          | Nobody Doesn’t Like Amanda Lee | Nikt nie lubi Amandy Lee  | 7 stycznia 1999      | Linda Gase                                                                           | Richard Thorpe        | #5,11         |
| -brak opisu- |                                |                           |                      |                                                                                      |                       |               |
| 104          | Double Blind                   | Podwójna niewiadoma       | 21 stycznia 1999     | Carol Flint                                                                          | Dave Charmeides       | #5,12         |
| -brak opisu- |                                |                           |                      |                                                                                      |                       |               |
| 105          | Choosing Joi                   | Wybieram Joi              | 4 lutego 1999        | Lydia Woodward                                                                       | Christopher Chulack   | #5,13         |
| -brak opisu- |                                |                           |                      |                                                                                      |                       |               |
| 106          | The Storm (Part I)             | Burza cz. 1               | 11 lutego 1999       | John Wells                                                                           | John Wells            | #5,14         |
| -brak opisu- |                                |                           |                      |                                                                                      |                       |               |
| 107          | The Storm (Part II)            | Burza cz. 2               | 18 lutego 1999       | John Wells                                                                           | Christopher Chulack   | #5,15         |
| -brak opisu- |                                |                           |                      |                                                                                      |                       |               |
| 108          | Middle of Nowhere              | Na odludziu               | 25 lutego 1999       | Carol Flint Neal Baer                                                                | Jonathan Kaplan       | #5,16         |
| -brak opisu- |                                |                           |                      |                                                                                      |                       |               |
| 109          | Sticks and Stones              | Wiatr w oczy              | 25 marca 1999        | Joe Sachs                                                                            | Felix Enriquez Alcala | #5,17         |
| -brak opisu- |                                |                           |                      |                                                                                      |                       |               |
| 110          | Point of Origin                | Kwestia pochodzenia       | 8 kwietnia 1999      | Christopher Mack                                                                     | Christopher Misiano   | #5,18         |
| -brak opisu- |                                |                           |                      |                                                                                      |                       |               |
| 111          | Rites of Spring                | Święto wiosny             | 29 kwietnia 1999     | David Mills                                                                          | Jonathan Kaplan       | #5,19         |
| -brak opisu- |                                |                           |                      |                                                                                      |                       |               |
| 112          | Power                          | Zasilanie                 | 6 maja 1999          | Carol Flint                                                                          | Laura Innes           | #5,20         |
| -brak opisu- |                                |                           |                      |                                                                                      |                       |               |
| 113          | Responsible Parties            | Odpowiedzialni            | 13 maja 1999         | Jack Orman                                                                           | Christopher Chulack   | #5,21         |
| -brak opisu- |                                |                           |                      |                                                                                      |                       |               |
| 114          | Getting to Know You            | Poznajmy cię              | 20 maja 1999         | Lydia Woodward                                                                       | Jonathan Kaplan       | #5,22         |
| -brak opisu- |                                |                           |                      |                                                                                      |                       |               |

## Sezon 6 (1999–2000)
| Lp.          | Tytuł oryginalny              | Tytuł polski                 | Data premiery        | Scenarzysta         | Reżyser               | Numer w serii |
| ------------ | ----------------------------- | ---------------------------- | -------------------- | ------------------- | --------------------- | ------------- |
| 115          | Leave It to Weaver            | Na Weaver można polegać      | 30 września 1999     | Lydia Woodward      | Jonathan Kaplan       | #6,01         |
| -brak opisu- |                               |                              |                      |                     |                       |               |
| 116          | Last Rites                    | Ostatnie namaszczenie        | 7 października 1999  | Jack Orman          | Félix Enríquez Alcalá | #6,02         |
| -brak opisu- |                               |                              |                      |                     |                       |               |
| 117          | Greene with Envy              | Zazdrość w odcieniu green    | 14 października 1999 | Patrick Harbinson   | Peter Markle          | #6,03         |
| -brak opisu- |                               |                              |                      |                     |                       |               |
| 118          | Sins of the Fathers           | Grzechy ojców                | 21 października 1999 | Doug Palau          | Ken Kwapis            | #6,04         |
| -brak opisu- |                               |                              |                      |                     |                       |               |
| 119          | Truth & Consequences          | Prawda i jej skutki          | 4 listopada 1999     | R. Scott Gemmill    | Steve De Jarnatt      | #6,05         |
| -brak opisu- |                               |                              |                      |                     |                       |               |
| 120          | The Peace of Wild Things      | Spokój dzikich stworzeń      | 11 listopada 1999    | John Wells          | Richard Thorpe        | #6,06         |
| -brak opisu- |                               |                              |                      |                     |                       |               |
| 121          | Humpty Dumpty                 | Nie damy rady go posklejać   | 18 listopada 1999    | Neal Baer           | Jonathan Kaplan       | #6,07         |
| -brak opisu- |                               |                              |                      |                     |                       |               |
| 122          | Great Expectations            | Wielkie nadzieje             | 25 listopada 1999    | Jack Orman          | Christopher Misiano   | #6,08         |
| -brak opisu- |                               |                              |                      |                     |                       |               |
| 123          | How the Finch Stole Christmas | Święta, święta i po świętach | 16 grudnia 1999      | Linda Gase          | Fred Einesman         | #6,09         |
| -brak opisu- |                               |                              |                      |                     |                       |               |
| 124          | Family Matters                | Sprawy rodzinne              | 6 stycznia 2000      | Patrick Harbinson   | Anthony Edwards       | #6,10         |
| -brak opisu- |                               |                              |                      |                     |                       |               |
| 125          | The Domino Heart              | Serce jak kostka domina      | 13 stycznia 2000     | Joe Sachs           | Lesli Linka Glatter   | #6,11         |
| -brak opisu- |                               |                              |                      |                     |                       |               |
| 126          | Abby Road                     | Abby Road                    | 3 lutego 2000        | R. Scott Gemmill    | Richard Thorpe        | #6,12         |
| -brak opisu- |                               |                              |                      |                     |                       |               |
| 127          | Be Still My Heart             | Cicho moje serce             | 10 lutego 2000       | Lydia Woodward      | Laura Innes           | #6,13         |
| -brak opisu- |                               |                              |                      |                     |                       |               |
| 128          | All in the Family             | Wszystko w rodzinie          | 17 lutego 2000       | Jack Orman          | Jonathan Kaplan       | #6,14         |
| -brak opisu- |                               |                              |                      |                     |                       |               |
| 129          | Be Patient                    | Cierpliwości                 | 24 lutego 2000       | Sandy Kroopf        | Ken Kwapis            | #6,15         |
| -brak opisu- |                               |                              |                      |                     |                       |               |
| 130          | Under Control                 | Pełna kontrola               | 23 marca 2000        | Neal Baer Joe Sachs | Christopher Misiano   | #6,16         |
| -brak opisu- |                               |                              |                      |                     |                       |               |
| 131          | Viable Options                | Odpowiedni kandydat          | 6 kwietnia 2000      | Patrick Harbinson   | Marita Grabiak        | #6,17         |
| -brak opisu- |                               |                              |                      |                     |                       |               |
| 132          | Match Made in Heaven          | Idealna para                 | 13 kwietnia 2000     | R. Scott Gemmill    | Jonathan Kaplan       | #6,18         |
| -brak opisu- |                               |                              |                      |                     |                       |               |
| 133          | The Fastest Year              | Najszybszy rok               | 27 kwietnia 2000     | Lydia Woodward      | Richard Thorpe        | #6,19         |
| -brak opisu- |                               |                              |                      |                     |                       |               |
| 134          | Loose Ends                    | Niedokończone sprawy         | 4 maja 2000          | Neal Baer           | Kevin Hooks           | #6,20         |
| -brak opisu- |                               |                              |                      |                     |                       |               |
| 135          | Such Sweet Sorrow             | Tak słodkie rozstanie        | 11 maja 2000         | John Wells          | John Wells            | #6,21         |
| -brak opisu- |                               |                              |                      |                     |                       |               |
| 136          | May Day                       | May Day                      | 18 maja 2000         | Jack Orman          | Jonathan Kaplan       | #6,22         |
| -brak opisu- |                               |                              |                      |                     |                       |               |

## Sezon 7 (2000–2001)
| Lp.          | Tytuł oryginalny        | Tytuł polski            | Data premiery        | Scenarzysta                   | Reżyser                | Numer w serii |
| ------------ | ----------------------- | ----------------------- | -------------------- | ----------------------------- | ---------------------- | ------------- |
| 137          | Homecoming              | Powrót do domu          | 12 września 2000     | Jack Orman                    | Jonathan Kaplan        | #7,01         |
| -brak opisu- |                         |                         |                      |                               |                        |               |
| 138          | Sand and Water          | Piasek i woda           | 19 października 2000 | Jack Orman                    | Christopher Misiano    | #7,02         |
| -brak opisu- |                         |                         |                      |                               |                        |               |
| 139          | Mars Attacks            | Marsjanie atakują       | 26 października 2000 | R. Scott Gemmill              | Paris Barclay          | #7,03         |
| -brak opisu- |                         |                         |                      |                               |                        |               |
| 140          | Benton Backwards        | Bieda z Bentonem        | 2 listopada 2000     | Dee Johnson                   | Richard Thorpe         | #7,04         |
| -brak opisu- |                         |                         |                      |                               |                        |               |
| 141          | Flight of Fancy         | Niskie loty             | 9 listopada 2000     | Joe Sachs Walon Green         | Lesli Linka Glatter    | #7,05         |
| -brak opisu- |                         |                         |                      |                               |                        |               |
| 142          | The Visit               | Odwiedziny              | 16 listopada 2000    | John Wells                    | Jonathan Kaplan        | #7,06         |
| -brak opisu- |                         |                         |                      |                               |                        |               |
| 143          | Rescue Me               | Ratuj mnie              | 23 listopada 2000    | Neal Baer                     | Christopher Chulack    | #7,07         |
| -brak opisu- |                         |                         |                      |                               |                        |               |
| 144          | The Dance We Do         | Taniec naszego życia    | 7 grudnia 2000       | Jack Orman                    | Christopher Misiano    | #7,08         |
| -brak opisu- |                         |                         |                      |                               |                        |               |
| 145          | The Greatest of Gifts   | Największy dar          | 14 grudnia 2000      | Elizabeth Hunter              | Jonathan Kaplan        | #7,09         |
| -brak opisu- |                         |                         |                      |                               |                        |               |
| 146          | Piece of Mind           | Kłopot z głowy          | 4 stycznia 2001      | Tom Garrigus R. Scott Gemmill | David Nutter           | #7,10         |
| -brak opisu- |                         |                         |                      |                               |                        |               |
| 147          | Rock, Paper, Scissors   | Kamień, papier, nożyce  | 11 stycznia 2001     | Dee Johnson                   | Jonathan Kaplan        | #7,11         |
| -brak opisu- |                         |                         |                      |                               |                        |               |
| 148          | Surrender               | Kapitulacja             | 1 lutego 2001        | Jack Orman                    | Félix Enríquez Alcalá  | #7,12         |
| -brak opisu- |                         |                         |                      |                               |                        |               |
| 149          | Thy Will Be Done        | Bądź wola twoja         | 8 lutego 2001        | Meredith Stiehm               | Richard Thorpe         | #7,13         |
| -brak opisu- |                         |                         |                      |                               |                        |               |
| 150          | A Walk in the Woods     | Przechadzka po lesie    | 15 lutego 2001       | John Wells                    | John Wells             | #7,14         |
| -brak opisu- |                         |                         |                      |                               |                        |               |
| 151          | The Crossing            | Przełom                 | 22 lutego 2001       | Jack Orman                    | Jonathan Robert Kaplan | #7,15         |
| -brak opisu- |                         |                         |                      |                               |                        |               |
| 152          | Witch Hunt              | Polowanie na czarownice | 1 marca 2001         | R. Scott Gemmill              | Guy Norman Bee         | #7,16         |
| -brak opisu- |                         |                         |                      |                               |                        |               |
| 153          | Survival of the Fittest | Przetrwają najsilniejsi | 29 marca 2001        | Joe Sachs                     | Marita Grabiak         | #7,17         |
| -brak opisu- |                         |                         |                      |                               |                        |               |
| 154          | April Showers           | Kwietniowa burza        | 19 kwietnia 2001     | Tom Garrigus                  | Christopher Misiano    | #7,18         |
| -brak opisu- |                         |                         |                      |                               |                        |               |
| 155          | Sailing Away            | Szerokie wody           | 26 kwietnia 2001     | Jack Orman Meredith Stiehm    | Laura Innes            | #7,19         |
| -brak opisu- |                         |                         |                      |                               |                        |               |
| 156          | Fear of Commitment      | Ubezwłasnowolnienie     | 3 maja 2001          | R. Scott Gemmill              | Anthony Edwards        | #7,20         |
| -brak opisu- |                         |                         |                      |                               |                        |               |
| 157          | Where the Heart Is      | Gdzie serce twoje       | 10 maja 2001         | Dee Johnson Meredith Stiehm   | Richard Thorpe         | #7,21         |
| -brak opisu- |                         |                         |                      |                               |                        |               |
| 158          | Rampage                 | Szaleniec               | 17 maja 2001         | Jack Orman                    | Jonathan Kaplan        | #7,22         |
| -brak opisu- |                         |                         |                      |                               |                        |               |

## Sezon 8 (2001–2002)
| Lp. | Tytuł oryginalny              | Tytuł polski                               | Data premiery        | Scenarzysta                       | Reżyser                | Numer w serii |
| --- | ----------------------------- | ------------------------------------------ | -------------------- | --------------------------------- | ---------------------- | ------------- |
| 159 | Four Corners                  | Cztery punkty widzenia                     | 27 września 2001     | Jack Orman David Zabel            | Christopher Misiano    | #8,01         |
| -brak opisu- |                               |                                            |                      |                                   |                        |               |
| 160 | The Longer You Stay           | Im dalej w las                             | 4 października 2001  | Jack Orman                        | Jonathan Kaplan        | #8,02         |
| Carter nie może uporać się z nadmiarem pacjentów – uczestników zamieszek, do których doszło podczas koncertu rockowego. Była dziewczyna Bentona ginie w wypadku samochodowym. Chen wpada w panikę po niedawnym awansie i wystawia złe diagnozy pacjentom. Kovac złości się na Abby o to, że flirtuje z kelnerką. |                               |                                            |                      |                                   |                        |               |
| 161 | Blood, Sugar, Sex, Magic      | Cukier we krwi, seks i czary               | 11 października 2001 | R. Scott Gemmill Elizabeth Hunter | Richard Thorpe         | #8,03         |
| Córka Marka Greene’a wprowadza się do mieszkania jego i Corday. Carter i Abby stają się sobie bliscy. Podczas ratowania życia dziecku Chen musi udowodnić, że ma odpowiednie umiejętności. Weaver zwalnia z pracy Malucciego po tym, gdy mężczyzna zostaje przyłapany na uprawianiu seksu w karetce pogotowia. |                               |                                            |                      |                                   |                        |               |
| 162 | Never Say Never               | Nigdy nie mów nigdy                        | 18 października 2001 | Dee Johnson                       | Felix Enriquez Alcala  | #8,04         |
| Doktor Susan Lewis poszukuje pracy w rejonie Chicago. Mark Greene zatrudnia ją pomimo sprzeciwu Kerry Weaver. Chen zachowuje się nerwowo podczas oceny zarządzania ryzykiem. Towarzyszy jej bezwzględna Weaver. Mają omówić przypadek pacjenta nadzorowanego przez Chen, który zmarł w ostatnim czasie. Weaver, która była nieosiągalna w krytycznym momencie nieudanej operacji przeprowadzanej przez Chen, popiera decyzję o zdegradowaniu jej z kierowniczego stanowiska. Ta postanawia złożyć rezygnację. Benton uczestniczy w bardzo poważnej operacji. |                               |                                            |                      |                                   |                        |               |
| 163 | Start All Over Again          | Zacząć od nowa                             | 25 października 2001 | Joe Sachs                         | Vondie Curtis-Hall     | #8,05         |
| Pierwszy dzień pracy Lewis jest bardzo męczący. Benton i Roger denerwują się, gdy nie mogą znaleźć Reese’a. Babcia Cartera została przywieziona na ostry dyżur. John i Abby muszą zająć się nieporadnymi studentami medycyny. |                               |                                            |                      |                                   |                        |               |
| 164 | Supplies and Demands          | Podaż i popyt                              | 1 listopada 2001     | Meredith Stiehm                   | Jonathan Kaplan        | #8,06         |
| Corday przechodzi ciężką próbę. Kilku z jej pacjentów zmarło ostatnio z powodu infekcji. Sytuacja pogarsza się, gdy jej poczynania są wnikliwie obserwowane przez surowego eksperta. Elizabeth doznaje szoku, gdy śledczy oskarża ją o eutanazję. Wszyscy pacjenci byli w podeszłym wieku. Po powrocie do domu zestresowana Corday wyżywa się na Rachel. Lewis zajmuje się dwoma studentami z objawami podobnymi do grypy. Przekonuje się jednak, że to śmiertelny wirus, który szybko się rozprzestrzenia, a chorzy mogli zarazić nim innych studentów.     |                               |                                            |                      |                                   |                        |               |
| 165 | If I Should Fall From Grace   | Jeśli łaska się odwróci                    | 8 listopada 2001     | R. Scott Gemmill                  | Laura Innes            | #8,07         |
| Corday desperacko próbuje dowiedzieć się, kto morduje jej najstarszych pacjentów, rzucając na nią podejrzenia. Greene musi się zająć zestresowaną żoną i nieposłuszną Rachel, która ma problemy w szkole. Benton niechętnie zgadza się na test ustalenia ojcostwa, aby udowodnić, że naprawdę jest ojcem Reese’a. Carter musi pogodzić się z niedobrymi wiadomościami na temat stanu zdrowia babci, która nadal zamierza prowadzić aktywny tryb życia. Carter i Lewis zajmują się młodą kobietą, która sama się okaleczyła.                                  |                               |                                            |                      |                                   |                        |               |
| 166 | Partly Cloudy, Chance of Rain | Zachmurzenie przejściowe, możliwość opadów | 15 listopada 2001    | Jack Orman                        | David Nutter           | #8,08         |
| Chicago nawiedzają ulewne deszcze. Na ostrym dyżurze pojawia się wielu pacjentów. Weaver udaje się na miejsce wypadku. W rozbitej karetce leży ranna ciężarna kobieta. Michael Gallant, student czwartego roku medycyny, udzielając pomocy, podejmuje niebezpieczną decyzję. Benton otrzymuje wyniki badań z laboratorium, które mają stwierdzić, czy jest ojcem Reese’a. Nicole, nowa dziewczyna Kovaca, popada w kłopoty, a następnie przekazuje mu nieoczekiwane nowiny. Babcia Cartera złamała biodro w wypadku samochodowym.                            |                               |                                            |                      |                                   |                        |               |
| 167 | Quo Vadis?                    | Quo Vadis?                                 | 22 listopada 2001    | Joe Sachs David Zabel             | Richard Thorpe         | #8,09         |
| Benton i jego adwokat rozpoczynają ciężką walkę w sądzie, chcą bowiem, by przyznano mu prawo do opieki nad synem. Corday czeka, aż pewien mężczyzna zadecyduje, czy chirurdzy mogą użyć organów jego zmarłej żony do transplantacji, zanim będzie za późno. Greene i Lewis zajmują się nastoletnim bokserem, który doznał urazu mózgu podczas sparingowej walki z bratem. Weaver opiekuje się Sandy Lopez, z którą wcześniej pracowała, i proponuje jej randkę. Carter próbuje pomóc młodej kobiecie, która narzeka na alergię.                              |                               |                                            |                      |                                   |                        |               |
| 168 | I’ll Be Home for Christmas    | Wrócę do domu na gwiazdkę                  | 13 grudnia 2001      | Dee Johnson Meredith Stiehm       | Jonathan Kaplan        | #8,10         |
| Zbliżają się święta Bożego Narodzenia. Benton jest sfrustrowany, gdy proces o przyznanie mu opieki nad synem wchodzi w krytyczną fazę. Peter musi tak długo wybierać pomiędzy pracą a dzieckiem, aż wreszcie Romano zgadza się zmienić jego grafik. Carter otrzymuje niepokojące informacje od ojca, który przyjechał do niego na święta. Opiekuje się także chłopcem, który spadł z drzewa. Młoda matka przypadkowo strzela do syna. Ciekawska Abby szpieguje dziewczynę Kovaca, Francuzkę Nicole.                                                          |                               |                                            |                      |                                   |                        |               |
| 169 | Beyond Repair                 | Nie do naprawienia                         | 10 stycznia 2002     | Jack Orman R. Scott Gemmill       | Alan Levi              | #8,11         |
| W dniu urodzin Abby otrzymuje wiadomość, że Kovac planuje wyjechać na dwa miesiące do Bośni i Hercegowiny. Dowiaduje się też, że jej były mąż ma zamiar powtórnie się ożenić. Carter ma nieprzyjemną utarczkę z pacjentem, który przed dwoma laty napadł go i zabił kolegę z pracy. Abby opiekuje się chłopcem, którego matka zmarła w szpitalu. Sandy Lopez, która spotyka się obecnie z Weaver, odkrywa, że Kerry nie zawsze ujawnia w pracy prawdziwą orientację seksualną. Greene przeprowadza z Rachel poważną rozmowę.                                 |                               |                                            |                      |                                   |                        |               |
| 170 | A River in Egypt              | Mechanizmy obronne                         | 17 stycznia 2002     | David Zabel                       | Jesus Salvador Trevino | #8,12         |
| Lewis sprzecza się z Weaver o to, jak należy leczyć rannego więźnia, który został skazany za morderstwo. Ten człowiek woli raczej umrzeć na sali ostrego dyżuru niż czekać na egzekucję. Abby zachęca sąsiadkę, Joyce, aby odeszła od męża, który ją maltretuje. Carter znosi kłótnie zamierzających się rozwieść rodziców. Sandy Lopez wprawia Weaver w zakłopotanie, ujawniając prawdę o niej kolegom. Kerry zostaje zmuszona do ponownego zatrudnienia Chen po ujawnieniu dowodów na to, że i ona miała związek ze śmiercią pacjenta.                     |                               |                                            |                      |                                   |                        |               |
| 171 | Damage Is Done                | Za późno                                   | 31 stycznia 2002     | Dee Johnson                       | Nelson McCormick       | #8,13         |
| Greene i Corday są przerażeni, gdy na ostry dyżur zostaje przywieziona ich mała córeczka, która ucierpiała na skutek przypadkowego przedawkowania. Lewis zajmuje się mężczyzną i jego córką, którzy zostali ranni po otwarciu listu z bombą. Carter poznaje 12-letniego chłopca, który umiera na białaczkę. Student czwartego roku medycyny okazuje sympatię bezdomnemu pacjentowi. Późną nocą do drzwi Abby puka jej zdesperowana sąsiadka, Joyce. |                               |                                            |                      |                                   |                        |               |
| 172 | A Simple Twist of Fate        | Zawirowania losu                           | 7 lutego 2002        | Jack Orman                        | Christopher Chulack    | #8,14         |
| Córeczka Greene’a i Corday nadal walczy o życie. Mark kłóci się z Elizabeth po tym, gdy kazała Rachel wyjść z domu. Abby żałuje, że wcześniej atakowała maltretowaną przez męża sąsiadkę, Joyce, która nie chce oskarżyć męża o stosowanie przemocy. Zepsute przekąski powodują zatrucie u kilku członków personelu. Carter przeprowadza rozmowę z matką na temat porzucenia emocjonalnego. Ojciec składa Johnowi niespodziewaną wizytę. Zespół ostrego dyżuru zajmuje się pływakiem w podeszłym wieku. Mężczyzna ma problemy z sercem.                      |                               |                                            |                      |                                   |                        |               |
| 173 | It’s All in Your Head         | To wszystko w głowie                       | 28 lutego 2002       | R. Scott Gemmill                  | Vondie Curtis-Hall     | #8,15         |
| Problemy zdrowotne Greene’a powracają. Corday mieszka w pokoju hotelowym wraz z dzieckiem. Jest zła na Marka, że nieuczciwie zachował się wobec Rachel po wypadku ich małej córki. Ten zajmuje się mężczyzną, który doznał poparzeń podczas eksperymentowania z narkotykami. Chen zajmuje się nastolatką, która była przez ponad rok pogrążona w śpiączce. Na ostry dyżur przyjeżdża młoda dziewczyna wraz z ojcem, który ma poważne rany postrzałowe. Nastolatka zostaje ranna w wyniku nieostrożności jej ojca podczas jazdy na skuterze śnieżnym.         |                               |                                            |                      |                                   |                        |               |
| 174 | Secrets and Lies              | Sekrety i kłamstwa                         | 7 marca 2002         | John Wells                        | Richard Thorpe         | #8,16         |
| Świadcząca sadomasochistyczne usługi kobieta zostawia na sali ostrego dyżuru torbę z zabawkami erotycznymi. Staje się to przyczyną niepoprawnego zachowania personelu. Rozzłoszczona Weaver wydaje polecenie, by Abby, Carter, Lewis, Kovac i Gallant wzięli udział w całodziennym seminarium poświęconym molestowaniu seksualnemu. W oczekiwaniu na spóźniającego się instruktora wyznają sobie intymne szczegóły związków. Podczas tych zwierzeń naśmiewają się z siebie i podrwiwają. Abby i Lewis omawiają problemy z Carterem i Kovacem.                |                               |                                            |                      |                                   |                        |               |
| 175 | Bygones                       | Było, minęło                               | 28 marca 2002        | Elizabeth Hunter Meredith Stiehm  | Jessica Yu             | #8,17         |
| Corday i Greene nadal mieszkają oddzielnie. Mark czuje się niezręcznie, że muszą razem pracować. Greene prosi siostrę poważnie chorej kobiety, aby podarowała pacjentce część wątroby. Jej reakcja jest jednak zaskakująca. Greene karci nieodpowiedzialnych rodziców, których adoptowany syn niemal umarł po ich eksperymentalnej terapii. Weaver zajmuje się ofiarami wielkiego pożaru. Chen jest śledzona przez obłąkanego mężczyznę, który cierpi na silne zaburzenia psychiczne.                                                                        |                               |                                            |                      |                                   |                        |               |
| 176 | Orion in the Sky              | Orion na niebie                            | 4 kwietnia 2002      | David Zabel                       | Jonathan Kaplan        | #8,18         |
| Greene próbuje skoncentrować się na pracy, aby nie myśleć o powiększającym się guzie mózgu. Zdaje sobie sprawę, że choroba negatywnie wpływa na jego zdolność wykonywania obowiązków. Obserwowanie, jak nieuleczalnie chorzy pacjenci walczą o zdrowie, wpływa na niego otrzeźwiająco. Mark godzi się z byłą żoną, Jenn. Prowadzi też mediacje pomiędzy personelem a upartym bezdomnym, który został oszukany. Abby wyprowadza się z mieszkania Kovaca. Może już wrócić do siebie, bo prześladujący ją sąsiad opuścił budynek.                               |                               |                                            |                      |                                   |                        |               |
| 177 | Brothers and Sisters          | Bracia i siostry                           | 25 kwietnia 2002     | R. Scott Gemmill                  | Nelson McCormick       | #8,19         |
| Do Lewis telefonuje jej 6-letnia siostrzenica z prośbą o pomoc. Zaniepokojona kobieta w pośpiechu wyjeżdża z Chicago do Nowego Jorku, aby znaleźć dziecko. Odnajduje siostrę, Chloe, a następnie zjednuje sobie dwóch funkcjonariuszy policji i dwóch pracowników służb medycznych. Tymczasem Corday obawia się najgorszego, gdy Rachel dzwoni do niej z Hawajów, gdzie wypoczywa wraz z Greene’em. Arogancki nowy pracownik próbuje przeprowadzić bez upoważnienia niebezpieczny zabieg u umierającego pacjenta.                                            |                               |                                            |                      |                                   |                        |               |
| 178 | The Letter                    | List                                       | 2 maja 2002          | Jack Orman                        | Jack Orman             | #8,20         |
| Carter czyta personelowi list od chorego Greene’a. Czuje się bezradny, gdy nieuleczalnie chory bezdomny pacjent wciąż domaga się, aby Mark udzielił mu pomocy. John próbuje też nakłonić Abby, aby zaczęła uczęszczać z nim na spotkania anonimowych alkoholików. Tymczasem nowy pracownik dowiaduje się, że otrzyma etat na ostrym dyżurze. Romano walczy o życie dziewczyny, u której wykryto złośliwy nowotwór. |                               |                                            |                      |                                   |                        |               |
| 179 | On the Beach                  | Na plaży                                   | 9 maja 2002          | John Wells                        | John Wells             | #8,21         |
| Greene’owi zostało tylko kilka dni życia. Mężczyzna zabiera Rachel i Corday na Hawaje do domu z czasów dzieciństwa. Oddaje się tam prostym przyjemnościom. Próbuje podzielić się z córką wspomnieniami i opowiedzieć jej historię rodziny. Stan zdrowia Marka pogarsza się. Spory pomiędzy nim a córką się nasilają. Ostatecznie jednak oboje się godzą. Koledzy z pracy i bliscy udają się na jego pogrzeb w Chicago. |                               |                                            |                      |                                   |                        |               |
| 180 | Lockdown                      | Kwarantanna                                | 16 maja 2002         | Dee Johnson Joe Sachs             | Jonathan Kaplan        | #8,22         |
| Mieszkańcy Chicago obawiają się wybuchu epidemii. Carter i Abby zajmują się dwójką dzieci mających niepokojące symptomy. Sala ostrego dyżuru zostaje poddana kwarantannie do czasu przybycia epidemiologów. Carter walczy o życie dzieci. Pozostali członkowie personelu zajmują się poirytowanymi pacjentami w starszym wieku, którzy ucierpieli podczas wypadku autobusu. Reporterzy otaczają szpital. Policja blokuje wyjścia. Pacjenci wywołują awantury podczas prób ucieczki z dusznych pomieszczeń.                                                   |                               |                                            |                      |                                   |                        |               |

## Sezon 9 (2002–2003)
| Lp. | Tytuł oryginalny              | Tytuł polski                | Data premiery        | Scenarzysta                   | Reżyser               | Numer w serii |
| --- | ----------------------------- | --------------------------- | -------------------- | ----------------------------- | --------------------- | ------------- |
| 181 | Chaos Theory                  | Teoria chaosu               | 26 września 2002     | Jack Orman R. Scott Gemmill   | Jonathan Kaplan       | #9,01         |
| Szpital zostaje zamknięty na czas kontroli sanepidu, która ma na celu wykrycie śmiertelnej choroby. Personel musi zostać poddany kwarantannie. Doktor Lewis walczy o życie pacjenta. Carter i Abby rozmawiają o wspólnej przyszłości podczas bezczynnych dni kwarantanny, którą odbywają wspólnie z doktor Chen, Prattem i pacjentem Stanem. Corday, która niedawno straciła męża, wraca do rodzinnego Londynu. Z trudem przystosowuje się do nowej pracy. Rodzice, Charles i Isabelle, ją wspierają.                                                |                               |                             |                      |                               |                       |               |
| 182 | Dead Again                    | Umrzeć powtórnie            | 3 października 2002  | Dee Johnson                   | Richard Thorpe        | #9,02         |
| Z powodu zamknięcia jednego ze szpitali County General musi przyjąć więcej pacjentów. Corday, powracająca po śmierci męża do równowagi emocjonalnej, popada w konflikt z Weaver. Pratt rozwściecza kolegów, gdy bez pozwolenia reanimuje pacjenta, którego uznano już za zmarłego. Pacjent przeżył, lecz jego mózg jest poważnie uszkodzony. Tymczasem Carter i Abby z trudem próbują ukryć wzajemne zafascynowanie. Gallant dostaje zaskakującą lekcję podczas dyżuru na oddziale psychiatrycznym. Romano zostaje postawiony wobec nowego wyzwania. |                               |                             |                      |                               |                       |               |
| 183 | Insurrection                  | Powstanie                   | 10 października 2002 | Yahlin Chang Jack Orman       | Charles Haid          | #9,03         |
| Carter organizuje strajk. Jest sfrustrowany zignorowaniem jego próśb o zainstalowanie wykrywaczy metalu, co naraża życie pracowników szpitala. Doktor Lewis udziela porady starszej pani o nazwisku Berk, której dorosły syn umiera na chorobę Huntingtona, tę samą, która zabiła jej męża. Pratt opiekuje się upośledzonym bratem, Leonem i wspiera doktor Chen. Kovac leczy chłopca zarażonego wirusem HIV. Stara się zdobyć więcej informacji o rodzicach pacjenta. Podczas wizyty w szpitalu brat Abby, Eric, jest świadkiem pewnych wydarzeń.   |                               |                             |                      |                               |                       |               |
| 184 | Walk Like A Man               | Bądź mężczyzną              | 17 października 2002 | David Zabel                   | Felix Enriquez Alcala | #9,04         |
| Gallant jest oburzony bezdusznym traktowaniem starszej pacjentki, Stelli. Przeciwstawia się także Prattowi w sprawie samobójstwa byłego żołnierza, Felixa Hernandeza. Pratt obiecał zmarłemu dochowanie tajemnicy. Carter jest oburzony odkryciem faktu, że Abby piła alkohol podczas wieczoru z koleżankami. Doktor Weaver, nietypowo dla siebie, popełnia serię błędów. Doktor Kovac flirtuje z Janet Wilco, zamężną matką małej pacjentki. Doktor Corday zajmuje się Margaret Evans której mąż choruje na Alzheimera.                             |                               |                             |                      |                               |                       |               |
| 185 | A Hopeless Wound              | Beznadziejna rana           | 24 października 2002 | Julie Hebert Joe Sachs        | Laura Innes           | #9,05         |
| Po tajemniczym pożarze w święto Halloween izba przyjęć wypełnia się pacjentami w świątecznych przebraniach. Traumatyczny uraz doktora Romano nie pozwala mu na obiektywizm podczas operacji przeprowadzanej przez doktor Corday. Marquez grozi wniesieniem skargi na doktora Kovaca. Simone Phipps, kobieta w średnim wieku, nie może pogodzić się z faktem, że jej nowonarodzone dziecko nie przeżyje. Do szpitala przybywa nowy, doświadczony chirurg stażysta, Paul Nathan, który zmaga się z upośledzeniem.                                      |                               |                             |                      |                               |                       |               |
| 186 | One Can Only Hope             | Mieć nadzieję               | 7 listopada 2002     | Bruce Miller                  | Jonathan Kaplan       | #9,06         |
| Corday popada w konflikt ze stażystą Paulem Nathanem w sprawie jego ingerencji w leczenie młodej kobiety, Alison, która podpisała deklarację dotyczącą niepodejmowania reanimacji. Abby zastanawia się nad przyczyną niekonsekwencji w zachowaniu brata, Erica. Czuje się też niezręcznie w związku z oficjalną skargą pielęgniarki na doktora Kovaca. Pratt stara się pocieszyć doktor Chen po groźbach, jakie usłyszała ze strony pacjenta. Corday podejrzewa, że nieprzytomna czternastoletnia pacjentka była wykorzystywana seksualnie           |                               |                             |                      |                               |                       |               |
| 187 | Tell Me Where It Hurts        | Powiedz, gdzie boli         | 14 listopada 2002    | R. Scott Gemmill              | Richard Thorpe        | #9,07         |
| -brak opisu- |                               |                             |                      |                               |                       |               |
| 188 | First Snowfall                | Pierwszy śnieg              | 21 listopada 2002    | Jack Orman                    | Jack Orman            | #9,08         |
| -brak opisu- |                               |                             |                      |                               |                       |               |
| 189 | Next of Kin                   | Najbliższa rodzina          | 5 grudnia 2002       | Dee Johnson                   | Paul McCrane          | #9,09         |
| -brak opisu- |                               |                             |                      |                               |                       |               |
| 190 | Hindsight                     | Po fakcie                   | 12 grudnia 2002      | David Zabel                   | David Nutter          | #9,10         |
| -brak opisu- |                               |                             |                      |                               |                       |               |
| 191 | A Little Help From My Friends | Pomoc przyjaciół            | 9 stycznia 2003      | Julie Hebert                  | Alan J. Levi          | #9,11         |
| -brak opisu- |                               |                             |                      |                               |                       |               |
| 192 | A Saint in the City           | Święty w mieście            | 16 stycznia 2003     | Arthur Albert Bruce Miller    | Peggy Rajski          | #9,12         |
| -brak opisu- |                               |                             |                      |                               |                       |               |
| 193 | No Good Deed Goes Unpunished  | Niedobry uczynek ukarany    | 30 stycznia 2003     | R. Scott Gemmill              | Nelson McCormick      | #9,13         |
| -brak opisu- |                               |                             |                      |                               |                       |               |
| 194 | No Strings Attached           | Bez zobowiązań              | 6 lutego 2003        | Dee Johnson                   | Jonathan Kaplan       | #9,14         |
| -brak opisu- |                               |                             |                      |                               |                       |               |
| 195 | A Boy Falling Out of the Sky  | Spadający z nieba           | 13 lutego 2003       | R. Scott Gemmill Yahlin Chang | Charles Haid          | #9,15         |
| -brak opisu- |                               |                             |                      |                               |                       |               |
| 196 | A Thousand Cranes             | Tysiąc żurawi               | 20 lutego 2003       | David Zabel                   | Jonathan Kaplan       | #9,16         |
| -brak opisu- |                               |                             |                      |                               |                       |               |
| 197 | The Advocate                  | Adwokat                     | 13 marca 2003        | Joe Sachs                     | Julie Hebert          | #9,17         |
| -brak opisu- |                               |                             |                      |                               |                       |               |
| 198 | Finders Keepers               | Kto pierwszy, ten lepszy    | 3 kwietnia 2003      | Dee Johnson                   | TR Babu Subramaniam   | #9,18         |
| -brak opisu- |                               |                             |                      |                               |                       |               |
| 199 | Things Change                 | Zmiany                      | 24 kwietnia 2003     | R. Scott Gemmill              | Richard Thorpe        | #9,19         |
| -brak opisu- |                               |                             |                      |                               |                       |               |
| 200 | Foreign Affairs               | Sprawy zagraniczne          | 1 maja 2003          | David Zabel                   | Jonathan Kaplan       | #9,20         |
| -brak opisu- |                               |                             |                      |                               |                       |               |
| 201 | When Night Meets Day          | Gdy noc spotyka się z dniem | 8 maja 2003          | Jack Orman                    | Jack Orman            | #9,21         |
| -brak opisu- |                               |                             |                      |                               |                       |               |
| 202 | Kisangani                     | Kisangani                   | 15 maja 2003         | John Wells                    | Christopher Chulack   | #9,22         |
| -brak opisu- |                               |                             |                      |                               |                       |               |

## Sezon 10 (2003–2004)
| Lp.          | Tytuł oryginalny    | Tytuł polski        | Data premiery        | Scenarzysta      | Reżyser               | Numer w serii |
| ------------ | ------------------- | ------------------- | -------------------- | ---------------- | --------------------- | ------------- |
| 203          | Now What?           | I co dalej?         | 25 września 2003     | John Wells       | Jonathan Kaplan       | #10,01        |
| -brak opisu- |                     |                     |                      |                  |                       |               |
| 204          | The Lost            | Zagubiony           | 2 października 2003  | John Wells       | Christopher Chulack   | #10,02        |
| -brak opisu- |                     |                     |                      |                  |                       |               |
| 205          | Dear Abby           | Droga Abby          | 9 października 2003  | R. Scott Gemmill | Christopher Chulack   | #10,03        |
| -brak opisu- |                     |                     |                      |                  |                       |               |
| 206          | Shifts Happen       | Dyżury dają w kość  | 23 października 2003 | Dee Johnson      | Julie Hebert          | #10,04        |
| -brak opisu- |                     |                     |                      |                  |                       |               |
| 207          | Out of Africa       | Pożegnanie z Afryką | 30 października 2003 | David Zabel      | Jonathan Kaplan       | #10,05        |
| -brak opisu- |                     |                     |                      |                  |                       |               |
| 208          | The Greater Good    | Większe dobro       | 6 listopada 2003     | R. Scott Gemmil  | Richard Thorpe        | #10,06        |
| -brak opisu- |                     |                     |                      |                  |                       |               |
| 209          | Death and Taxes     | Śmierć i podatki    | 13 listopada 2003    | Dee Johnson      | Felix Enriquez Alcala | #10,07        |
| -brak opisu- |                     |                     |                      |                  |                       |               |
| 210          | Freefall            | Swobodne opadanie   | 20 listopada 2003    | Joe Sachs        | Christopher Chulack   | #10,08        |
| -brak opisu- |                     |                     |                      |                  |                       |               |
| 211          | Missing             | Strata              | 4 grudnia 2003       | David Zabel      | Jonathan Kaplan       | #10,09        |
| -brak opisu- |                     |                     |                      |                  |                       |               |
| 212          | Makemba             | Makemba             | 11 grudnia 2003      | John Wells       | Christopher Chulack   | #10,10        |
| -brak opisu- |                     |                     |                      |                  |                       |               |
| 213          | Touch and Go        | Ryzykowna gra       | 8 stycznia 2004      | Mark Morocco     | Richard Thorpe        | #10,11        |
| -brak opisu- |                     |                     |                      |                  |                       |               |
| 214          | NICU                | Neonatologia        | 15 stycznia 2004     | Lisa Zwerling    | Laura Innes           | #10,12        |
| -brak opisu- |                     |                     |                      |                  |                       |               |
| 215          | Get Carter          | Wezwij Cartera      | 5 lutego 2004        | R. Scott Gemmill | Lesli Linka Glatter   | #10,13        |
| -brak opisu- |                     |                     |                      |                  |                       |               |
| 216          | Impulse Control     | Poskromić odruchy   | 12 lutego 2004       | Yahlin Chang     | Jonathan Kaplan       | #10,14        |
| -brak opisu- |                     |                     |                      |                  |                       |               |
| 217          | Blood Relations     | Więzy krwi          | 19 lutego 2004       | Dee Johnson      | Nelson McCormick      | #10,15        |
| -brak opisu- |                     |                     |                      |                  |                       |               |
| 218          | Forgive and Forget  | Wybacz i zapomnij   | 26 lutego 2004       | Bruce Miller     | Christopher Chulack   | #10,16        |
| -brak opisu- |                     |                     |                      |                  |                       |               |
| 219          | The Student         | Studentka           | 1 kwietnia 2004      | David Zabel      | Paul McCrane          | #10,17        |
| -brak opisu- |                     |                     |                      |                  |                       |               |
| 220          | Where There’s Smoke | Poszło z dymem      | 8 kwietnia 2004      | Jacy Young       | Tawnia McKiernan      | #10,18        |
| -brak opisu- |                     |                     |                      |                  |                       |               |
| 221          | Just a Touch        | Zwykły dotyk        | 22 kwietnia 2004     | R. Scott Gemmill | Richard Thorpe        | #10,19        |
| -brak opisu- |                     |                     |                      |                  |                       |               |
| 222          | Abby Normal         | Abby w normie       | 29 kwietnia 2004     | David Zabel      | Jonathan Kaplan       | #10,20        |
| -brak opisu- |                     |                     |                      |                  |                       |               |
| 223          | Midnight            | Północ              | 6 maja 2004          | John Wells       | Julie Hebert          | #10,21        |
| -brak opisu- |                     |                     |                      |                  |                       |               |
| 224          | Drive               | Jazda               | 13 maja 2004         | Dee Johnson      | Jonathan Kaplan       | #10,22        |
| -brak opisu- |                     |                     |                      |                  |                       |               |

## Sezon 11 (2004–2005)
| Lp. | Tytuł oryginalny                | Tytuł polski                     | Data premiery        | Scenarzysta                  | Reżyser             | Numer w serii |
| --- | ------------------------------- | -------------------------------- | -------------------- | ---------------------------- | ------------------- | ------------- |
| 225 | One for the Road                | Krzyżyk na drogę                 | 23 września 2004     | Joe Sachs                    | Christopher Chulack | #11,01        |
| -brak opisu- |                                 |                                  |                      |                              |                     |               |
| 226 | Damaged                         | Na straty                        | 7 października 2004  | David Zabel                  | Paul McCrane        | #11,02        |
| -brak opisu- |                                 |                                  |                      |                              |                     |               |
| 227 | Try Carter                      | Może Carter                      | 14 października 2004 | R. Scott Gemmill             | Jonathan Kaplan     | #11,03        |
| -brak opisu- |                                 |                                  |                      |                              |                     |               |
| 228 | Fear                            | Strach                           | 21 października 2004 | Dee Johnson                  | Lesli Linka Glatter | #11,04        |
| Na izbę przyjęć trafia dwójka małych dzieci, które wypadły przez okno. Ich stan jest krytyczny. Abby usiłuje uspokoić ich matkę, która jest w szoku. Kobieta opowiada, jak jej mąż dobijał się do ich mieszkania i straszył, że ich zabije. Jedyny ocalały i najstarszy z rodzeństwa chłopiec jest przerażony i potwierdza, że ojciec był brutalny, ale... nie żyje od dwóch lat. Susan w roli nowego szefa izby przyjęć ma problem. Corday wciąż nie może pogodzić się z tym, że Weaver bez jej zgody zatrudniła na oddziale nowego chirurga urazowego. Tymczasem Weaver i inni lekarze mają zdecydować, czy Corday złamała prawo, podejmując się transplantacji od pacjenta seropozytywnego. Carter narusza procedury, by ratować ludzkie życie. Po wszystkim odczuwa wyrzuty sumienia. |                                 |                                  |                      |                              |                     |               |
| 229 | An Intern’s Guide to the Galaxy | Autostopem po galaktyce stażysty | 4 listopada 2004     | Lisa Zwerling                | Arthur Albert       | #11,05        |
| -brak opisu- |                                 |                                  |                      |                              |                     |               |
| 230 | Time of Death                   | Czas zgonu                       | 11 listopada 2004    | David Zabel                  | Christopher Chulack | #11,06        |
| -brak opisu- |                                 |                                  |                      |                              |                     |               |
| 231 | White Guy, Dark Hair            | Biały facet, ciemne włosy        | 18 listopada 2004    | Lydia Woodward               | Nelson McCormick    | #11,07        |
| Na izbę przyjęć trafia zgwałcona i torturowana kobieta. Jej stan jest ciężki, podłączono ją do respiratora. Pacjentka jest ważnym świadkiem przestępstwa, którego dopuścił się seryjny gwałciciel. Jako jedyna przyjrzała się sprawcy. Na złożenie zeznań trzeba będzie jednak poczekać – kobieta nie może mówić. Aby umożliwić przesłuchanie świadka, Sam łamie zalecenia Kovaca, umożliwiając szeptanie ofiarze, na skutek czego pacjentka umiera. Tymczasem w szpitalu trwają ćwiczenia, o których Lewis nie poinformowała personelu. Muszą użerać się z całą masą młodych skautek, udających poważne przypadki. W końcu Susan nie wytrzymuje – wygania dziewczynki i osoby prowadzące test.                                                                                           |                                 |                                  |                      |                              |                     |               |
| 232 | A Shot in the Dark              | Strzał w ciemno                  | 2 grudnia 2004       | Joe Sachs                    | Jonathan Kaplan     | #11,08        |
| Na ostry dyżur trafia policjant postrzelony podczas pościgu. Jego jedynym krewnym jest 15-letni syn, który ma wybrać dla niego terapię. Mężczyzna jest w ciężkim stanie, dlatego decyzja może zaważyć na jego życiu. Chłopcem zajmuje się Ray. Po rozmowie z synem policjanta wychodzi, zostawiając go pod opieką Neeli. Matka chłopca decyduje za niego, niezgodnie z jego wolą. Neeli nie udaje się tego zapobiec, więc jest wściekła na Barnetta. Tymczasem Abby zajmuje się dziewczynką z zapaleniem wyrostka. |                                 |                                  |                      |                              |                     |               |
| 233 | Twas the Night                  | Wigilia                          | 9 grudnia 2004       | Julie Hebert                 | Julie Hebert        | #11,09        |
| -brak opisu- |                                 |                                  |                      |                              |                     |               |
| 234 | Skin                            | Skóra                            | 13 stycznia 2005     | Dee Johnson                  | Stephen Cragg       | #11,10        |
| -brak opisu- |                                 |                                  |                      |                              |                     |               |
| 235 | Only Connect                    | Nawiązać kontakt                 | 20 stycznia 2005     | Yahlin Chang                 | Jonathan Kaplan     | #11,11        |
| -brak opisu- |                                 |                                  |                      |                              |                     |               |
| 236 | The Providers                   | Sponsorzy                        | 27 stycznia 2005     | David Zabel                  | Christopher Chulack | #11,12        |
| -brak opisu- |                                 |                                  |                      |                              |                     |               |
| 237 | Middleman                       | Średni szczebel                  | 3 lutego 2005        | Lisa Zwerling                | Ernest Dickerson    | #11,13        |
| -brak opisu- |                                 |                                  |                      |                              |                     |               |
| 238 | Just As I Am                    | Jestem jaka jestem               | 10 lutego 2005       | Lydia Woodward               | Richard Thorpe      | #11,14        |
| Do szpitala przychodzi kobieta udająca chorą i prosi o doktor Weaver. Wkrótce okazuje się, że to biologiczna matka lekarki odnalazła ją. Zaczynają rozmawiać, umawiają się na kawę. Przy wspólnej kolacji wychodzi na jaw orientacja Kerry. Matka mówi, że jest to niezgodne z wolą Boga. Kobiety kłócą się. |                                 |                                  |                      |                              |                     |               |
| 239 | Alone in a Crowd                | Samotność w tłumie               | 17 lutego 2005       | Dee Johnson                  | Jonathan Kaplan     | #11,15        |
| -brak opisu- |                                 |                                  |                      |                              |                     |               |
| 240 | Here and There                  | Tu i tam                         | 24 lutego 2005       | David Zabel                  | Christopher Chulack | #11,16        |
| Przebywający w Iraku Gallant i Neela na pierwszym roku stażu piszą do siebie listy. Michael tęskni za krajem, na wojnie jest mu ciężko, a doktor Rasgotra nie potrafi odnaleźć swojego miejsca w szpitalu. Kiedy samochód-pułapka wybucha, poważnie oparzona zostaje młoda dziewczyna. Aby ratować jej życie, Gallant zawozi ją helikopterem do Chicago. |                                 |                                  |                      |                              |                     |               |
| 241 | Back in the World               | Powrót do normalności            | 24 marca 2005        | David Zabel Lisa Zwerling    | Jonathan Kaplan     | #11,17        |
| Michael wraca z ranną do kraju. Nie chce jednak iść na izbę przyjęć, unika pokazania się przyjaciołom. W końcu jednak dochodzi do spotkania z Neelą. Para bardzo się do siebie zbliża, jednak Gallant musi wracać na wojnę. |                                 |                                  |                      |                              |                     |               |
| 242 | Refusal of Care                 | Odmowa przyjęcia pomocy          | 21 kwietnia 2005     | Joe Sachs                    | Gloria Muzio        | #11,18        |
| -brak opisu- |                                 |                                  |                      |                              |                     |               |
| 243 | Ruby Redux                      | Ruby Rubadu                      | 28 kwietnia 2005     | Lisa Zwerling Lydia Woodward | Paul McCrane        | #11,19        |
| Na izbę przyjęć trafia starszy pan, Ruby Rubadu. Twierdzi, że dziesięć lat temu Carter zabił mu żonę. Na początku John nie wie, o co chodzi, ale potem przypomina sobie pacjentkę. Prowadzą poważną, wzruszającś rozmowę. |                                 |                                  |                      |                              |                     |               |
| 244 | You Are Here                    | Jesteś tutaj                     | 5 maja 2005          | Karen Maser Dee Johnson      | Ernest Dickerson    | #11,20        |
| -brak opisu- |                                 |                                  |                      |                              |                     |               |
| 245 | Carter est Amoureux             | Zakochany Carter                 | 12 maja 2005         | John Wells                   | Christopher Chulack | #11,21        |
| Carter dowiaduje się o poważnej chorobie matki Kem. Natychmiast udaje się do Paryża. Na miejscu okazuje się, że przez telefon lekarz się przesłyszał i matka jego ukochanej jest w dobrym stanie. Kem oprowadza go po stolicy Francji. Po wspólnie spędzonym dniu stwierdza, że nie potrafi zapomnieć o wydarzeniach sprzed roku. John ma już wyjeżdżać, ale w ostatniej chwili wraca się i wyznaje jej miłość. |                                 |                                  |                      |                              |                     |               |
| 246 | The Show Must Go On             | Przedstawienie musi trwać        | 19 maja 2005         | David Zabel                  | John Wells          | #11,22        |
| Neela, Ray i Abby kończą pierwszy rok stażu. Każdy z nich daje jednak plamę. Tymczasem John przygotowuje się do opuszczenia szpitala. Przyjaciele organizują dla niego przyjęcie – niespodziankę. Lekarz przypomina sobie słowa doktora Greene’a i przekazuje je młodym stażystom. Sam stwierdza zaginięcie Alexa. Zdenerwowana idzie do Luki. Razem rozpoczynają poszukiwania. |                                 |                                  |                      |                              |                     |               |

## Sezon 12 (2005–2006)
| Lp.                                   | Tytuł oryginalny                       | Tytuł polski | Data premiery        | Scenarzysta                        | Reżyser             | Numer w serii |
| ------------------------------------- | -------------------------------------- | ------------ | -------------------- | ---------------------------------- | ------------------- | ------------- |
| 247                                   | Cañon City                             |              | 22 września 2005     | Lisa Zwerling John Wells Joe Sachs | Christopher Chulack | #12,01        |
| -brak opisu-                          |                                        |              |                      |                                    |                     |               |
| 248                                   | Nobody’s Baby                          |              | 29 września 2005     | R. Scott Gemmill                   | Laura Innes         | #12,02        |
| -brak opisu-                          |                                        |              |                      |                                    |                     |               |
| 249                                   | Man With No Name                       |              | 6 października 2005  | David Zabel                        | Christopher Chulack | #12,03        |
| Na Ostry Dyzur trafia nowa Przełozona |                                        |              |                      |                                    |                     |               |
| 250                                   | Blame It On The Rain                   |              | 13 października 2005 | R. Scott Gemmil                    | Paul McCrane        | #12,04        |
| -brak opisu-                          |                                        |              |                      |                                    |                     |               |
| 251                                   | Wake Up                                |              | 20 października 2005 | Janine Sherman Barrois             | Arthur Albert       | #12,05        |
| -brak opisu-                          |                                        |              |                      |                                    |                     |               |
| 252                                   | Dream House                            |              | 3 listopada 2005     | David Zabel                        | Stephen Cragg       | #12,06        |
| -brak opisu-                          |                                        |              |                      |                                    |                     |               |
| 253                                   | The Human Shield                       |              | 10 listopada 2005    | R. Scott Gemmil                    | Laura Innes         | #12,07        |
| -brak opisu-                          |                                        |              |                      |                                    |                     |               |
| 254                                   | Two Ships                              |              | 17 listopada 2005    | Joe Sachs Virgil Williams          | Christopher Chulack | #12,08        |
| -brak opisu-                          |                                        |              |                      |                                    |                     |               |
| 255                                   | I Do                                   |              | 1 grudnia 2005       | Lydia Woodward                     | Gloria Muzio        | #12,09        |
| -brak opisu-                          |                                        |              |                      |                                    |                     |               |
| 256                                   | All About Christmas Eve                |              | 8 grudnia 2005       | Janine Sherman Barrois             | Lesli Linka Glatter | #12,10        |
| -brak opisu-                          |                                        |              |                      |                                    |                     |               |
| 257                                   | If Not Now                             |              | 5 stycznia 2006      | David Zabel                        | John Gallagher      | #12,11        |
| -brak opisu-                          |                                        |              |                      |                                    |                     |               |
| 258                                   | Split Decisions                        |              | 12 stycznia 2006     | R. Scott Gemmil                    | Richard Thorpe      | #12,12        |
| -brak opisu-                          |                                        |              |                      |                                    |                     |               |
| 259                                   | Body and Soul                          |              | 2 lutego 2006        | Joe Sachs                          | Paul McCrane        | #12,13        |
| -brak opisu-                          |                                        |              |                      |                                    |                     |               |
| 260                                   | Quintessence of Dust                   |              | 9 lutego 2006        | Lisa Zwerling David Zabel          | Joanna Kerns        | #12,14        |
| -brak opisu-                          |                                        |              |                      |                                    |                     |               |
| 261                                   | Darfur                                 |              | 2 marca 2006         | Janine Sherman Barrois             | Richard Thorpe      | #12,15        |
| -brak opisu-                          |                                        |              |                      |                                    |                     |               |
| 262                                   | Out on a Limb                          |              | 16 marca 2006        | Karen Maser                        | Lesli Linka Glatter | #12,16        |
| -brak opisu-                          |                                        |              |                      |                                    |                     |               |
| 263                                   | Lost In America                        |              | 23 marca 2006        | Lisa Zwerling                      | Stephen Cragg       | #12,17        |
| -brak opisu-                          |                                        |              |                      |                                    |                     |               |
| 264                                   | Strange Bedfellows                     |              | 30 marca 2006        | Virgil Williams                    | Laura Innes         | #12,18        |
| -brak opisu-                          |                                        |              |                      |                                    |                     |               |
| 265                                   | No Place to Hide                       |              | 27 kwietnia 2006     | Lydia Woodward                     | Skipp Sudduth       | #12,19        |
| -brak opisu-                          |                                        |              |                      |                                    |                     |               |
| 266                                   | There Are No Angels Here               |              | 4 maja 2006          | R. Scott Gemmil David Zabel        | Christopher Chulack | #12,20        |
| -brak opisu-                          |                                        |              |                      |                                    |                     |               |
| 267                                   | The Gallant Hero and The Tragic Victor |              | 11 maja 2006         | R. Scott Gemmil                    | Steve Shill         | #12,21        |
| -brak opisu-                          |                                        |              |                      |                                    |                     |               |
| 268                                   | Twenty-One Guns                        |              | 18 maja 2006         | David Zabel                        | Nelson McCormick    | #12,22        |
| -brak opisu-                          |                                        |              |                      |                                    |                     |               |

## Sezon 13 (2006–2007)
| odcinek | epizod | Nazwa odcinka              | Data pierwszej emisji |
| ------- | ------ | -------------------------- | --------------------- |
| 1       | 269    | „Bloodline”                | 21 września 2006      |
| 2       | 270    | „Graduation Day”           | 28 września 2006      |
| 3       | 271    | „Somebody to Love”         | 5 października 2006   |
| 4       | 272    | „Parenthood”               | 12 października 2006  |
| 5       | 273    | „Ames v. Kovac”            | 19 października 2006  |
| 6       | 274    | „Heart of the Matter”      | 2 listopada 2006      |
| 7       | 275    | „Jigsaw”                   | 9 listopada 2006      |
| 8       | 276    | „Reason to Believe”        | 16 listopada 2006     |
| 9       | 277    | „Scoop and Run”            | 23 listopada 2006     |
| 10      | 278    | „Tell Me No Secrets...”    | 30 listopada 2006     |
| 11      | 279    | „City of Mercy”            | 7 grudnia 2006        |
| 12      | 280    | „Breach of Trust”          | 4 stycznia 2007       |
| 13      | 281    | „A House Divided”          | 11 stycznia 2007      |
| 14      | 282    | „Murmurs of the Heart”     | 1 lutego 2007         |
| 15      | 283    | „Dying is Easy”            | 8 lutego 2007         |
| 16      | 284    | „Crisis of Conscience”     | 15 lutego 2007        |
| 17      | 285    | „From Here To Paternity”   | 22 lutego 2007        |
| 18      | 286    | „Photographs and Memories” | 12 kwietnia 2007      |
| 19      | 287    | „Family Business”          | 19 kwietnia 2007      |
| 20      | 288    | „Lights Out”               | 26 kwietnia 2007      |
| 21      | 289    | „I Don’t”                  | 3 maja 2007           |
| 22      | 290    | „Sea Change”               | 10 maja 2007          |
| 23      | 291    | „The Honeymoon Is Over”    | 17 maja 2007          |

## Sezon 14 (2007–2008)
| odcinek | epizod | Nazwa odcinka             | Data pierwszej emisji |
| ------- | ------ | ------------------------- | --------------------- |
| 1       | 292    | „The War Comes Home”      | 27 września 2007      |
| 2       | 293    | „In A Different Light”    | 4 października 2007   |
| 3       | 294    | „Officer Down”            | 11 października 2007  |
| 4       | 295    | „Gravity”                 | 18 października 2007  |
| 5       | 296    | „Under the Influence”     | 25 października 2007  |
| 6       | 297    | „The Test”                | 1 listopada 2007      |
| 7       | 298    | „Blackout”                | 8 listopada 2007      |
| 8       | 299    | „Coming Home”             | 15 listopada 2007     |
| 9       | 300    | „Skye’s the Limit”        | 29 listopada 2007     |
| 10      | 301    | „300 Patients”            | 6 grudnia 2007        |
| 11      | 302    | „Status Quo”              | 3 stycznia 2008       |
| 12      | 303    | „Believe the Unseen”      | 10 stycznia 2008      |
| 13      | 304    | „Atonement”               | 17 stycznia 2008      |
| 14      | 305    | „Owner of a Broken Heart” | 10 kwietnia 2008      |
| 15      | 306    | „As The Day She Was Born” | 17 kwietnia 2008      |
| 16      | 307    | „Truth Will Out”          | 24 kwietnia 2008      |
| 17      | 308    | „Under Pressure”          | 1 maja 2008           |
| 18      | 309    | „Tandem Repeats”          | 8 maja 2008           |
| 19      | 310    | „The Chicago Way”         | 15 maja 2008          |

## Sezon 15 (2008–2009)
| odcinek | epizod  | Nazwa odcinka                | Data pierwszej emisji |
| ------- | ------- | ---------------------------- | --------------------- |
| 1       | 311     | „Life After Death”           | 25 września 2008      |
| 2       | 312     | „Another Thursday at County” | 9 października 2008   |
| 3       | 313     | „The Book Of Abby”           | 16 października 2008  |
| 4       | 314     | „Parental Guidance”          | 23 października 2008  |
| 5       | 315     | „Haunted”                    | 30 października 2008  |
| 6       | 316     | „Oh Brother”                 | 6 listopada 2008      |
| 7       | 317     | „Heal Thyself”               | 13 listopada 2008     |
| 8       | 318     | „Age of Innocence”           | 20 listopada 2008     |
| 9       | 319     | „Let It Snow”                | 4 grudnia 2008        |
| 10      | 320     | „The High Holiday”           | 11 grudnia 2008       |
| 11      | 321     | „Separation Anxiety”         | 8 stycznia 2009       |
| 12      | 322     | „Dream Runner”               | 15 stycznia 2009      |
| 13      | 323     | „Love Is A Battlefield”      | 22 stycznia 2009      |
| 14      | 324     | „A Long, Strange Trip”       | 5 lutego 2009         |
| 15      | 325     | „The Family Man”             | 12 lutego 2009        |
| 16      | 326     | „The Beginning of the End”   | 19 lutego 2009        |
| 17      | 327     | „T-Minus-6”                  | 26 lutego 2009        |
| 18      | 328     | „What We Do”                 | 5 marca 2009          |
| 19      | 329     | „Old Times”                  | 12 marca 2009         |
| 20      | 330     | „Shifting Equilibrium”       | 19 marca 2009         |
| 21      | 331     | „I Feel Good”                | 26 marca 2009         |
| 22 23   | 332 333 | „And In The End”             | 2 kwietnia 2009       |